# Campeonato Mundial de Balonmano Masculino de 2013
El XXIII Campeonato Mundial de Balonmano Masculino se celebró en España entre el 11 y el 27 de enero de 2013 bajo la organización de la Federación Internacional de Balonmano (IHF) y la Real Federación Española de Balonmano (RFEBM). Fue la primera vez que se realizó este evento en España.  
Un total de veinticuatro selecciones nacionales de cinco confederaciones continentales compitieron por el título de campeón mundial, cuyo anterior portador era el equipo de Francia, vencedor de las dos últimas ediciones: Croacia 2009 y Suecia 2011. 
Este campeonato presentó un formato de competición diferente al de las últimas ediciones: se suprimió la segunda ronda de clasificación previa a la fase final; en sustitución se jugó una única primera fase con cuatro grupos de seis equipos. Los primeros cuatro de cada grupo se clasificaron para los octavos de final y los dos restantes para la denominada Copa Presidente, en la que se definieron los puestos del decimoséptimo al vigesimocuarto. Los vencedores de los octavos de final disputaron los cuartos, los ganadores de estos pasaron a las semifinales y, por último, los dos ganadores de estas compitieron en la final por el título.
El equipo de España conquistó su segundo título mundial, tras el obtenido en Túnez 2005, al derrotar en la final a la selección danesa con un contundente 35-19, resultado que es, además, el más abultado en la historia de todas las finales del Mundial. En el partido por el tercer puesto, el combinado de Croacia venció al de Eslovenia, consiguiendo los croatas la medalla de bronce y los eslovenos su primera semifinal mundialista (el mejor resultado que ha tenido esta selección hasta la fecha).

## Elección
El 2 de octubre de 2010, en la localidad bávara de Herzogenaurach, la IHF concedió la organización del Mundial a España. La candidatura española fue la única presente al final del proceso de selección, ya que, por motivos diferentes, las federaciones de Dinamarca, Corea del Sur y Noruega habían retirado su candidatura anteriormente.
El contrato de organización del campeonato fue firmado el 7 de diciembre por el presidente de la IHF, Hassan Moustafa, y el presidente de la RFEBM, Juan de Dios Román, en compañía del presidente del Consejo Superior de Deportes, Jaime Lissavetzky.

## Clasificación
La fase de clasificación se llevó a cabo del 2 de noviembre de 2011 al 24 de junio de 2012. Había 22 plazas en juego, que junto con las dos pertenecientes a Francia y España, clasificadas automáticamente como vigente campeón y organizador, respectivamente, hacían un total de 24. En Europa, las 12 plazas correspondientes a la federación de dicho continente se repartieron entre el Campeonato Europeo celebrado en 2012 y el proceso de clasificación.
Por otra parte, tanto la confederación africana como las federaciones panamericana y asiática, dispusieron de tres plazas. A la federación oceánica, sin embargo, solo le correspondió una plaza.
Tras disputar estas competiciones, las selecciones clasificadas para el campeonato fueron las siguientes:
| Competición                      | Fecha                                        | Sede                      | Plazas | Equipos clasificados                                                                         |
| -------------------------------- | -------------------------------------------- | ------------------------- | ------ | -------------------------------------------------------------------------------------------- |
| País anfitrión                   | –                                            | –                         | 1      | España                                                                                       |
| Vigente campeón                  | –                                            | –                         | 1      | Francia                                                                                      |
| Campeonato Africano              | 11 – 20 de enero de 2012                     | Salé ( Marruecos)         | 3      | Túnez Argelia Egipto                                                                         |
| Campeonato Europeo               | 15 – 29 de enero de 2012                     | Serbia                    | 3      | Dinamarca Serbia Croacia                                                                     |
| Campeonato Asiático              | 26 de enero – 5 de febrero de 2012           | Yida ( Arabia Saudita)    | 3      | Corea del Sur Catar Arabia Saudita                                                           |
| Proceso europeo de clasificación | 2 de noviembre de 2011 – 17 de junio de 2012 | Diversas sedes            | 9      | Alemania Rusia Hungría Polonia Islandia Eslovenia Macedonia del Norte Bielorrusia Montenegro |
| Campeonato de Oceanía            | 22 – 23 de junio de 2012                     | Sídney ( Australia)       | 1      | Australia                                                                                    |
| Campeonato Panamericano          | 18 – 24 de junio de 2012                     | Buenos Aires ( Argentina) | 3      | Argentina Brasil Chile                                                                       |
| TOTAL                            |                                              |                           | 24     |                                                                                              |

### Equipos clasificados
| País                | Clasificado por                       | Fecha de clasificación | Otras apariciones en el torneo1, 2                                                                                          |
| ------------------- | ------------------------------------- | ---------------------- | --- |
| España              | Anfitrión                             | 2 de octubre de 2010   | 16 (1958, 1974, 1978, 1982, 1986, 1990, 1993, 1995, 1997, 1999, 2001, 2003, 2005, 2007, 2009, 2011)                         |
| Francia             | Campeones del mundo                   | 30 de enero de 2011    | 15 (1954, 1961, 1970, 1978, 1990, 1993, 1995, 1997, 1999, 2001, 2003, 2005, 2007, 2009, 2011)                               |
| Túnez               | Finalista de Campeonato Africano      | 19 de enero de 2012    | 10 (1967, 1995, 1997, 1999, 2001, 2003, 2005, 2007, 2009, 2011)                                                             |
| Argelia             | Finalista del Campeonato Africano     | 19 de enero de 2012    | 12 (1974, 1982, 1986, 1990, 1995, 1997, 1999, 2001, 2003, 2005, 2009, 2011)                                                 |
| Egipto              | Tercero en el Campeonato Africano     | 20 de enero de 2012    | 11 (1964, 1993, 1995, 1997, 1999, 2001, 2003, 2005, 2007, 2009, 2011)                                                       |
| Dinamarca           | Finalista del Campeonato Europeo      | 27 de enero de 2012    | 19 (1938, 1954, 1958, 1961, 1964, 1967, 1970, 1974, 1978, 1982, 1986, 1993, 1995, 1999, 2003, 2005, 2007, 2009, 2011)       |
| Serbia              | Finalista de Campeonato Europeo       | 27 de enero de 2012    | 7 (1997, 1999, 2001, 2003, 2005, 20l09, 2011)                                                                               |
| Croacia             | Tercero en el Campeonato Europeo      | 29 de enero de 2012    | 9 (1995,1997, 1999, 2001, 2003, 2005, 2007, 2009, 2011)                                                                     |
| Corea del Sur       | Finalista del Campeonato Asiático     | 3 de febrero de 2012   | 10 (1986, 1990, 1993, 1995, 1997, 1999, 2001, 2007, 2009, 2011)                                                             |
| Catar               | Finalista del Campeonato Asiático     | 3 de febrero de 2012   | 3 (2003, 2005, 2007) |
| Arabia Saudita      | Tercero en el Campeonato Asiático     | 5 de febrero de 2012   | 5 (1997, 1999, 2001, 2003, 2009)                                                                                            |
| Rusia               | Playoffs europeos                     | 16 de junio de 2012    | 9 (1993, 1995, 1997, 1999, 2001, 2003, 2005, 2007, 2009)                                                                    |
| Eslovenia           | Playoffs europeos                     | 16 de junio de 2012    | 5 (1995, 2001, 2003, 2005, 2007)                                                                                            |
| Montenegro          | Playoffs europeos                     | 16 de junio de 2012    | 0 (debut) |
| Hungría             | Playoffs europeos                     | 16 de junio de 2012    | 17 (1958, 1964, 1967, 1970, 1974, 1978, 1982, 1986, 1990, 1993, 1995, 1997, 1999, 2003, 2007, 2009, 2011)                   |
| Macedonia del Norte | Playoffs europeos                     | 16 de junio de 2012    | 2 (1999, 2009) |
| Islandia            | Playoffs europeos                     | 16 de junio de 2012    | 16 (1958, 1961, 1964, 1970, 1974, 1978, 1986, 1990, 1993, 1995, 1997, 2001, 2003, 2005, 2007, 2011)                         |
| Alemania            | Playoffs europeos                     | 17 de junio de 2012    | 20 (1938, 1954, 1958, 1961, 1964, 1967, 1970, 1974, 1978, 1982, 1986, 1993, 1995, 1999, 2001, 2003, 2005, 2007, 2009, 2011) |
| Bielorrusia         | Playoffs europeos                     | 17 de junio de 2012    | 1 (1995) |
| Polonia             | Playoffs europeos                     | 17 de junio de 2012    | 12 (1958, 1967, 1970, 1974, 1978, 1982, 1986, 1990, 2003, 2007, 2009, 2011)                                                 |
| Australia           | Ganador del Campeonato de Oceanía     | 23 de junio de 2012    | 6 (1999, 2003, 2005, 2007, 2009, 2011)                                                                                      |
| Argentina           | Finalista del Campeonato Panamericano | 23 de junio de 2012    | 8 (1997, 1999, 2001, 2003, 2005, 2007, 2009, 2011)                                                                          |
| Brasil              | Finalista del Campeonato Panamericano | 23 de junio de 2012    | 10 (1958, 1995, 1997, 1999, 2001, 2003, 2005, 2007, 2009, 2011)                                                             |
| Chile               | Tercero en el Campeonato Panamericano | 24 de junio de 2012    | 1 (2011) |

## Organización

### Sedes
| Barcelona Granollers Madrid Sevilla Zaragoza Guadalajara | Barcelona Granollers Madrid Sevilla Zaragoza Guadalajara | Barcelona Granollers Madrid Sevilla Zaragoza Guadalajara |
| -------------------------------------------------------- | -------------------------------------------------------- | -------------------------------------------------------- |

| Foto | Grupo           | Ciudad      | Instalación                                  | Capacidad |
| ---- | --------------- | ----------- | -------------------------------------------- | --------- |
|      | A               | Granollers  | Palacio de los Deportes                      | 5200      |
|      | B               | Sevilla     | Palacio de Deportes San Pablo                | 9500      |
|      | C y fase final  | Zaragoza    | Pabellón Príncipe Felipe                     | 11 000    |
|      | D               | Madrid      | Caja Mágica                                  | 11 000    |
|      | Copa Presidente | Guadalajara | Palacio Multiusos de Guadalajara Aguas Vivas | 5479      |
|      | A y fase final  | Barcelona   | Palau Sant Jordi                             | 16 500    |

La elección de las ciudades sedes se vio influida por diversos factores, sufriendo cambios considerables en el período de preparación del evento. En el documento de candidatura realizado por la RFEBM y aprobado por la IHF se incluían ocho ciudades sedes: Barcelona, Ciudad Real, Granollers, Madrid, Málaga, Sevilla, Valladolid y Zaragoza. Por motivos organizativos o económicos, Ciudad Real, Málaga y
Valladolid tuvieron que renunciar a su participación en el evento. Por consiguiente, la ciudad de Guadalajara obtuvo el derecho a albergar los partidos de la denominada Copa Presidente.
Por último, el Madrid Arena, la sede madrileña, se vio descartada a consecuencia del incidente en la fiesta de Halloween realizada el 1 de noviembre de 2012. En sustitución, la RFEBM propuso la Caja Mágica y la IHF dio su visto bueno, aunque meses atrás se había manifestado en contra de su utilización.

### Imagen y promoción
El logotipo del campeonato, inspirado en los movimientos en diagonal que realizan los jugadores en la pista, muestra la palabra handball (balonmano en inglés) escrita en letras mayúsculas blancas de diferente tamaño y dividida diagonalmente por cuatro cuadriláteros de distintos colores (de izquierda a derecha: amarillo, azul celeste, gris y rojo); abajo se ve el número 2013 y arriba el nombre oficial del evento en inglés. El evento contó con una serie de mascotas o «seguidores oficiales» conocidos como los «handballines», figuras inspiradas en los muñecos de un futbolín y que portaban camisetas con diferentes tipos de impresión: con el logotipo oficial, con el nombre de una ciudad sede o con los colores y nombre de cada país participante; aunque en los partidos apareció animando al público la mascota de la selección española, el perro Rosca. La canción oficial llevó el título de Siete metros, y fue compuesta e interpretada por el grupo vallisoletano Chloe.
Los balones utilizados en este Mundial, al igual que en las tres ediciones pasadas, fueron suministrados por la firma deportiva danesa Select, patrocinadora oficial del campeonato. Los otros patrocinadores del evento fueron: las firmas deportivas Intersport, Adidas y Guide, la cadena alemana de televisión UFA Sports, la empresa francesa de suelos y superficies deportivas Gerflor, así como los patrocinadores de la selección anfitriona, las empresas Embutidos España, Drasanvi, Air Europa y Santa Lucía.
Cinco importantes personajes de la historia del balonmano español fueron nombrados embajadores del evento: los técnicos José Sanchís Ramírez y Rafael Díaz Sánchez y los jugadores Cecilio Alonso, Lorenzo Rico y José Javier Hombrados.
Las entradas para la fase de grupos fueron puestas a la venta a principios de octubre, y el resto de entradas a partir del 15 de noviembre de 2012, y solo se podían adquirir a través de la pág. web oficial. Los precios de las entradas oscilaron entre los 10-35 € para los partidos de la primera fase, 20-60 € para los octavos de final, 25-70 € los cuartos de final, 50-100 € las semifinales, hasta los 60-180 € para la final. Por otra parte, la RFEBM sacó a la venta un determinado número de entradas de precio reducido: la denominada «tarifa supporter» con valor de 8 €, válida para grupos de más de diez personas pertenecientes a un colegio, un club o una asociación deportiva española.
El 11 de enero de 2013, Correos emitió un sello postal dedicado a este campeonato, con un tirada de 300 mil ejemplares. El sello, cuyo valor facial es de 0,90 €, muestra un dibujo con dos jugadores de balonmano en un partido: el atacante en posición de marcar un gol y portando el uniforme con los colores de la selección española, y un guardameta defendiendo su portería.

### Emisión televisiva
La IHF adjudicó los derechos de transmisión a la cadena alemana UFA Sport.
Las siguientes cadenas nacionales compraron los derechos de retransmisión en sus respectivos países:
| - Alemania – ARD, ZDF, SPORT1 - Argentina – TyC Sports - Bielorrusia – Belarus 2 - Brasil – TV Esporte Interativo - Catar – Al Jazeera Sports - Corea del Sur – KBS - Croacia – HRT - Dinamarca – DR, TV 2, TV3 Sport 1 - Eslovaquia – Sport 1 - Eslovenia – RTV Slovenija - España – Teledeporte - Estados Unidos – beIN Sport - Francia – Canal+, Canal+ Sport, Sport+ | - Hungría – Sport 1 - Islandia – Stöð 2 Sport - Macedonia del Norte – Sitel TV - Montenegro – RTCG - Noruega – TV 2 - Polonia – TVP - Portugal – Sport TV - República Checa – Sport 1 - Rumania – Dolce Sport - Rusia – Sport Plius - Serbia – RTS - Suecia – TV4 |

1. ↑  Retransmisión en el resto de países hispanohablantes de América del Sur.
2. ↑  Derechos de retransmisión en los países árabes del Oriente Próximo y del norte de África.
3. ↑  Retransmisión en EE. UU. y varios países del Caribe.

### Árbitros
La IHF anunció una lista de 16 parejas de árbitros provenientes de todas las federaciones continentales afiliadas, a excepción de la de Oceanía.
| EHF - Lars Geipel / Marcus Helbig ( Alemania) - Matija Gubica / Boris Milošević ( Croacia) - Michal Baďura / Jaroslav Ondogrecula ( Eslovaquia) - Nenad Krstič / Peter Ljubič ( Eslovenia) - Ignacio García/ Andreu Marín ( España) - Óscar López / Ángel Ramírez ( España) - Hlynur Leifsson / Anton Pálsson ( Islandia) - Ivan Caçador / Eurico Nicolau ( Portugal) - Václav Horáček / Jiří Novotný ( República Checa) - Đorđe Načevski / Slavko Nikolov ( Macedonia del Norte) - Bogdan Stark / Romeo Ştefan ( Rumania) - Nenad Nikolić / Dušan Stojković ( Serbia) | CAHB - Yalatima Coulibaly / Mamadou Diabaté ( Costa de Marfil) PATHF - Jesus Menezes / Rogério Pinto ( Brasil) AHF - Saleh Bamutref / Mansur Al-Suwaidi ( Catar) - Omar Al-Marzuqi / Mohammad Al-Nuaimi ( Emiratos Árabes Unidos) |

### Calendario
| FP | Fase preliminar | 1/8 | Octavos de final | 1/4 | Cuartos de final | 1/2 | Semifinales | F | Finales |

| Enero de 2013          | 11 Vie | 12 Sáb  | 13 Dom | 14 Lun | 15 Mar  | 16 Mié | 17 Jue | 18 Vie | 19 Sáb | 20 Dom  | 21 Lun  | 22 Mar | 23 Mié  | 24 Jue | 25 Vie  | 26 Sáb | 27 Dom |
| ---------------------- | ------ | ------- | ------ | ------ | ------- | ------ | ------ | ------ | ------ | ------- | ------- | ------ | ------- | ------ | ------- | ------ | ------ |
| Fase (no. de partidos) | FP (1) | FP (11) | FP (6) | FP (6) | FP (12) | FP (6) | FP (6) | FP (6) | FP (6) | 1/8 (4) | 1/8 (4) | —      | 1/4 (4) | —      | 1/2 (2) | F (1)  | F (1)  |

## Grupos
El sorteo de los grupos se llevó a cabo el 19 de julio de 2012 en el pabellón de los Jardines de Cecilio Rodríguez, situado en el Parque del Retiro, Madrid. Además de Francia y España, clasificados automáticamente como vigente campeón y organizador, respectivamente, los otros veintidós equipos participantes, que consiguieron su plaza mediante las diferentes competiciones organizadas por las confederaciones correspondientes, se dividieron en seis bombos. Tras el sorteo, los cuatro grupos quedaron de la siguiente manera:
| Grupo A    | Grupo B             | Grupo C        | Grupo D   |
| ---------- | ------------------- | -------------- | --------- |
| Francia    | Dinamarca           | Polonia        | España    |
| Argentina  | Islandia            | Serbia         | Hungría   |
| Túnez      | Macedonia del Norte | Bielorrusia    | Croacia   |
| Montenegro | Rusia               | Arabia Saudita | Egipto    |
| Brasil     | Chile               | Corea del Sur  | Argelia   |
| Alemania   | Catar               | Eslovenia      | Australia |

## Primera Fase
- Todos los partidos en la hora local de España (UTC+1).

### Grupo A
| Equipo     | J | G | E | P | GF  | GC  | DG  | PTS |
| ---------- | - | - | - | - | --- | --- | --- | --- |
| Alemania   | 5 | 4 | 0 | 1 | 148 | 126 | +22 | 8   |
| Francia    | 5 | 4 | 0 | 1 | 154 | 124 | +30 | 8   |
| Brasil     | 5 | 3 | 0 | 2 | 122 | 127 | -5  | 6   |
| Túnez      | 5 | 3 | 0 | 2 | 123 | 123 | 0   | 6   |
| Argentina  | 5 | 1 | 0 | 4 | 116 | 138 | -22 | 2   |
| Montenegro | 5 | 0 | 0 | 5 | 117 | 142 | -25 | 0   |

- Resultados

| Fecha | Hora  | Partido¹   | Partido¹ | Partido¹   | Resultado |
| ----- | ----- | ---------- | -------- | ---------- | --------- |
| 12.01 | 16:00 | Alemania   | -        | Brasil     | 33-23     |
| 12.01 | 18:15 | Argentina  | -        | Montenegro | 28-26     |
| 12.01 | 20:45 | Francia    | -        | Túnez      | 30-27     |
| 13.01 | 15:00 | Brasil     | -        | Argentina  | 24-20     |
| 13.01 | 17:20 | Túnez      | -        | Alemania   | 25-23     |
| 13.01 | 19:30 | Montenegro | -        | Francia    | 20-32     |
| 15.01 | 16:00 | Túnez      | -        | Montenegro | 27-25     |
| 15.01 | 18:15 | Alemania   | -        | Argentina  | 31-27     |
| 15.01 | 20:45 | Francia    | -        | Brasil     | 27-22     |
| 16.01 | 16:00 | Brasil     | -        | Túnez      | 27-22     |
| 16.01 | 18:30 | Alemania   | -        | Montenegro | 29-21     |
| 16.01 | 20:45 | Argentina  | -        | Francia    | 23-35     |
| 18.01 | 16:00 | Argentina  | -        | Túnez      | 18-22     |
| 18.01 | 18:15 | Francia    | -        | Alemania   | 30-32     |
| 18.01 | 20:45 | Montenegro | -        | Brasil     | 25-26     |

- (¹) – Todos en Granollers, a excepción de los tres últimos: Barcelona.

### Grupo B
| Equipo              | J | G | E | P | GF  | GC  | DG  | PTS |
| ------------------- | - | - | - | - | --- | --- | --- | --- |
| Dinamarca           | 5 | 5 | 0 | 0 | 184 | 136 | +48 | 10  |
| Rusia               | 5 | 3 | 1 | 1 | 151 | 131 | +20 | 7   |
| Islandia            | 5 | 3 | 0 | 2 | 153 | 136 | +17 | 6   |
| Macedonia del Norte | 5 | 2 | 1 | 2 | 142 | 143 | -1  | 5   |
| Catar               | 5 | 1 | 0 | 4 | 139 | 166 | -27 | 2   |
| Chile               | 5 | 0 | 0 | 5 | 121 | 178 | -57 | 0   |

- Resultados

| Fecha | Hora  | Partido¹            | Partido¹ | Partido¹            | Resultado |
| ----- | ----- | ------------------- | -------- | ------------------- | --------- |
| 12.01 | 15:45 | Macedonia del Norte | -        | Chile               | 30-28     |
| 12.01 | 18:00 | Islandia            | -        | Rusia               | 25-30     |
| 12.01 | 20:15 | Dinamarca           | -        | Catar               | 41-27     |
| 13.01 | 15:45 | Chile               | -        | Islandia            | 22-38     |
| 13.01 | 18:00 | Catar               | -        | Macedonia del Norte | 30-34     |
| 13.01 | 20:15 | Rusia               | -        | Dinamarca           | 27-31     |
| 15.01 | 15:45 | Catar               | -        | Rusia               | 22-29     |
| 15.01 | 18:00 | Macedonia del Norte | -        | Islandia            | 19-23     |
| 15.01 | 20:15 | Dinamarca           | -        | Chile               | 43-24     |
| 16.01 | 15:45 | Macedonia del Norte | -        | Rusia               | 29-29     |
| 16.01 | 18:00 | Chile               | -        | Catar               | 23-31     |
| 16.01 | 20:15 | Islandia            | -        | Dinamarca           | 28-36     |
| 18.01 | 15:45 | Rusia               | -        | Chile               | 36-24     |
| 18.01 | 18:00 | Islandia            | -        | Catar               | 39-29     |
| 18.01 | 20:15 | Dinamarca           | -        | Macedonia del Norte | 33-30     |

- (¹) – Todos en Sevilla.

### Grupo C
| Equipo         | J | G | E | P | GF  | GC  | DG  | PTS |
| -------------- | - | - | - | - | --- | --- | --- | --- |
| Eslovenia      | 5 | 5 | 0 | 0 | 151 | 130 | +21 | 10  |
| Polonia        | 5 | 4 | 0 | 1 | 134 | 110 | +24 | 8   |
| Serbia         | 5 | 3 | 0 | 2 | 150 | 128 | +22 | 6   |
| Bielorrusia    | 5 | 2 | 0 | 3 | 135 | 120 | +15 | 4   |
| Arabia Saudita | 5 | 1 | 0 | 4 | 95  | 145 | -50 | 2   |
| Corea del Sur  | 5 | 0 | 0 | 4 | 116 | 148 | -32 | 0   |

- Resultados

| Fecha | Hora  | Partido¹       | Partido¹ | Partido¹       | Resultado |
| ----- | ----- | -------------- | -------- | -------------- | --------- |
| 12.01 | 15:45 | Serbia         | -        | Corea del Sur  | 31-22     |
| 12.01 | 18:00 | Eslovenia      | -        | Arabia Saudita | 32-22     |
| 12.01 | 20:15 | Polonia        | -        | Bielorrusia    | 24-22     |
| 14.01 | 15:45 | Corea del Sur  | -        | Eslovenia      | 27-34     |
| 14.01 | 18:00 | Bielorrusia    | -        | Serbia         | 28-34     |
| 14.01 | 20:15 | Arabia Saudita | -        | Polonia        | 14-28     |
| 15.01 | 15:45 | Corea del Sur  | -        | Bielorrusia    | 20-26     |
| 15.01 | 18:00 | Serbia         | -        | Arabia Saudita | 30-20     |
| 15.01 | 20:15 | Eslovenia      | -        | Polonia        | 25-24     |
| 17.01 | 15:45 | Eslovenia      | -        | Bielorrusia    | 27-26     |
| 17.01 | 18:00 | Arabia Saudita | -        | Corea del Sur  | 24-22     |
| 17.01 | 20:15 | Polonia        | -        | Serbia         | 25-24     |
| 19.01 | 15:45 | Bielorrusia    | -        | Arabia Saudita | 33-15     |
| 19.01 | 18:00 | Polonia        | -        | Corea del Sur  | 33-25     |
| 19.01 | 20:15 | Serbia         | -        | Eslovenia      | 31-33     |

- (¹) – Todos en Zaragoza.

### Grupo D
| Equipo    | J | G | E | P | GF  | GC  | DG   | PTS |
| --------- | - | - | - | - | --- | --- | ---- | --- |
| Croacia   | 5 | 5 | 0 | 0 | 148 | 99  | +49  | 10  |
| España    | 5 | 4 | 0 | 1 | 160 | 98  | +62  | 8   |
| Hungría   | 5 | 3 | 0 | 2 | 147 | 120 | +27  | 6   |
| Egipto    | 5 | 1 | 1 | 3 | 130 | 123 | +7   | 3   |
| Argelia   | 5 | 1 | 1 | 3 | 123 | 126 | -3   | 3   |
| Australia | 5 | 0 | 0 | 5 | 66  | 208 | -142 | 0   |

- Resultados

| Fecha | Hora  | Partido¹  | Partido¹ | Partido¹  | Resultado |
| ----- | ----- | --------- | -------- | --------- | --------- |
| 11.01 | 19:00 | España    | -        | Argelia   | 27-14     |
| 12.01 | 16:45 | Croacia   | -        | Australia | 36-13     |
| 12.01 | 19:00 | Hungría   | -        | Egipto    | 32-23     |
| 14.01 | 16:45 | Argelia   | -        | Croacia   | 20-31     |
| 14.01 | 19:00 | Egipto    | -        | España    | 24-29     |
| 14.01 | 21:15 | Australia | -        | Hungría   | 13-43     |
| 15.01 | 16:45 | Argelia   | -        | Egipto    | 24-24     |
| 15.01 | 19:00 | España    | -        | Australia | 51-11     |
| 15.01 | 21:15 | Croacia   | -        | Hungría   | 30-21     |
| 17.01 | 16:45 | Australia | -        | Argelia   | 15-39     |
| 17.01 | 19:00 | Hungría   | -        | España    | 22-28     |
| 17.01 | 21:15 | Croacia   | -        | Egipto    | 24-20     |
| 19.01 | 16:45 | Egipto    | -        | Australia | 39-14     |
| 19.01 | 19:00 | España    | -        | Croacia   | 25-27     |
| 19.01 | 21:15 | Hungría   | -        | Argelia   | 29-26     |

- (¹) – Todos en Madrid.

## Copa Presidente
- Todos los partidos en la hora local de España (UTC+1).

### Ronda preliminar
| Fecha | Hora  | Partido¹       | Partido¹ | Partido¹  | Resultado |
| ----- | ----- | -------------- | -------- | --------- | --------- |
| 21.01 | 13:15 | Argentina      | -        | Catar     | 30 - 26   |
| 21.01 | 15:30 | Arabia Saudita | -        | Argelia   | 24 - 28   |
| 21.01 | 17:45 | Montenegro     | -        | Chile     | 35 - 31   |
| 21.01 | 20:00 | Corea del Sur  | -        | Australia | 36 - 14   |

- (¹) –  En Guadalajara

### 23.ery 24.º puesto
| Fecha | Hora  | Partido¹ | Partido¹ | Partido¹  | Resultado |
| ----- | ----- | -------- | -------- | --------- | --------- |
| 22.01 | 13:15 | Chile    | -        | Australia | 32-23     |

### 21.ery 22.º puesto
| Fecha | Hora  | Partido¹   | Partido¹ | Partido¹      | Resultado |
| ----- | ----- | ---------- | -------- | ------------- | --------- |
| 22.01 | 15:30 | Montenegro | -        | Corea del Sur | 27-30     |

### 19.º y 20.º puesto
| Fecha | Hora  | Partido¹ | Partido¹ | Partido¹       | Resultado |
| ----- | ----- | -------- | -------- | -------------- | --------- |
| 22.01 | 17:45 | Catar    | -        | Arabia Saudita | 30-33     |

### 17.º y 18.º puesto
| Fecha | Hora  | Partido¹  | Partido¹ | Partido¹ | Resultado |
| ----- | ----- | --------- | -------- | -------- | --------- |
| 22.01 | 20:00 | Argentina | -        | Argelia  | 23-29     |

- (¹) –  En Guadalajara

## Fase final
- Todos los partidos en la hora local de España (UTC+1).

|  | Octavos de final    | Octavos de final |           |           | Cuartos de final | Cuartos de final |  |           | Semifinales | Semifinales |           |              | Final        | Final       |  |
|  | 20 y 21 de enero    | 20 y 21 de enero |           |           | 23 de enero      | 23 de enero      |  |           | 25 de enero | 25 de enero |           |              | 27 de enero  | 27 de enero |  |
|  |                     |                  |           |           |                  |                  |  |           |             |             |           |              |              |             |  |
|  |                     |                  |           |           |                  |                  |  |           |             |             |           |              |              |             |  |
|  | Dinamarca           | 30               |           |           |                  |                  |  |           |             |             |           |              |              |             |  |
|  | Dinamarca           | 30               |           |           |                  |                  |  |           |             |             |           |              |              |             |  |
|  | Túnez               | 23               |           |           |                  |                  |  |           |             |             |           |              |              |             |  |
|  | Túnez               | 23               |           | Dinamarca | 28               |                  |  |           |             |             |           |              |              |             |  |
|  |                     |                  |           | Dinamarca | 28               |                  |  |           |             |             |           |              |              |             |  |
|  |                     |                  | Hungría   | 26        |                  |                  |  |           |             |             |           |              |              |             |  |
|  | Hungría             | 27               | Hungría   | 26        |                  |                  |  |           |             |             |           |              |              |             |  |
|  | Hungría             | 27               |           |           |                  |                  |  |           |             |             |           |              |              |             |  |
|  | Polonia             | 19               |           |           |                  |                  |  |           |             |             |           |              |              |             |  |
|  | Polonia             | 19               |           |           |                  |                  |  | Dinamarca | 30          |             |           |              |              |             |  |
|  |                     |                  |           |           |                  |                  |  | Dinamarca | 30          |             |           |              |              |             |  |
|  |                     |                  | Croacia   | 24        |                  |                  |  |           |             |             |           |              |              |             |  |
|  | Islandia            | 28               | Croacia   | 24        |                  |                  |  |           |             |             |           |              |              |             |  |
|  | Islandia            | 28               |           |           |                  |                  |  |           |             |             |           |              |              |             |  |
|  | Francia             | 30               |           |           |                  |                  |  |           |             |             |           |              |              |             |  |
|  | Francia             | 30               |           | Francia   | 23               |                  |  |           |             |             |           |              |              |             |  |
|  |                     |                  |           | Francia   | 23               |                  |  |           |             |             |           |              |              |             |  |
|  |                     |                  | Croacia   | 30        |                  |                  |  |           |             |             |           |              |              |             |  |
|  | Croacia             | 33               | Croacia   | 30        |                  |                  |  |           |             |             |           |              |              |             |  |
|  | Croacia             | 33               |           |           |                  |                  |  |           |             |             |           |              |              |             |  |
|  | Bielorrusia         | 24               |           |           |                  |                  |  |           |             |             |           |              |              |             |  |
|  | Bielorrusia         | 24               |           |           |                  |                  |  |           |             |             |           | Dinamarca    | 19           |             |  |
|  |                     |                  |           |           |                  |                  |  |           |             |             |           | Dinamarca    | 19           |             |  |
|  |                     |                  | España    | 35        |                  |                  |  |           |             |             |           |              |              |             |  |
|  | Serbia              | 20               | España    | 35        |                  |                  |  |           |             |             |           |              |              |             |  |
|  | Serbia              | 20               |           |           |                  |                  |  |           |             |             |           |              |              |             |  |
|  | España              | 31               |           |           |                  |                  |  |           |             |             |           |              |              |             |  |
|  | España              | 31               |           | España    | 28               |                  |  |           |             |             |           |              |              |             |  |
|  |                     |                  |           | España    | 28               |                  |  |           |             |             |           |              |              |             |  |
|  |                     |                  | Alemania  | 24        |                  |                  |  |           |             |             |           |              |              |             |  |
|  | Alemania            | 28               | Alemania  | 24        |                  |                  |  |           |             |             |           |              |              |             |  |
|  | Alemania            | 28               |           |           |                  |                  |  |           |             |             |           |              |              |             |  |
|  | Macedonia del Norte | 23               |           |           |                  |                  |  |           |             |             |           |              |              |             |  |
|  | Macedonia del Norte | 23               |           |           |                  |                  |  | España    | 26          |             |           |              |              |             |  |
|  |                     |                  |           |           |                  |                  |  | España    | 26          |             |           |              |              |             |  |
|  |                     |                  | Eslovenia | 22        |                  |                  |  |           |             |             |           |              |              |             |  |
|  | Brasil              | 26               | Eslovenia | 22        |                  |                  |  |           |             |             |           |              |              |             |  |
|  | Brasil              | 26               |           |           |                  |                  |  |           |             |             |           |              |              |             |  |
|  | Rusia               | 27               |           |           |                  |                  |  |           |             |             |           |              |              |             |  |
|  | Rusia               | 27               |           | Rusia     | 27               |                  |  |           |             |             |           | Tercer lugar | Tercer lugar |             |  |
|  |                     |                  |           | Rusia     | 27               |                  |  |           |             |             |           | Tercer lugar | Tercer lugar |             |  |
|  |                     |                  | Eslovenia | 28        |                  |                  |  |           |             |             |           |              |              |             |  |
|  | Eslovenia           | 31               | Eslovenia | 28        |                  |                  |  |           |             |             | Eslovenia | 26           |              |             |  |
|  | Eslovenia           | 31               |           |           |                  |                  |  |           |             |             | Eslovenia | 26           |              |             |  |
|  | Egipto              | 26               |           |           |                  |                  |  |           |             |             |           |              | Croacia      | 31          |  |
|  | Egipto              | 26               |           |           |                  |                  |  |           |             |             |           |              | Croacia      | 31          |  |
|  |                     |                  |           |           |                  |                  |  |           |             |             |           |              |              |             |  |

### Octavos de final
| Fecha | Hora  | Partido¹  | Partido¹ | Partido¹            | Resultado |
| ----- | ----- | --------- | -------- | ------------------- | --------- |
| 20.01 | 15:45 | Alemania  | -        | Macedonia del Norte | 28-23     |
| 20.01 | 17:30 | Brasil    | -        | Rusia               | 26-27     |
| 20.01 | 20:15 | Islandia  | -        | Francia             | 28-30     |
| 20.01 | 20:15 | Dinamarca | -        | Túnez               | 30-23     |
| 21.01 | 19:00 | Eslovenia | -        | Egipto              | 31-26     |
| 21.01 | 19:00 | Serbia    | -        | España              | 20-31     |
| 21.01 | 21:30 | Hungría   | -        | Polonia             | 27-19     |
| 21.01 | 21:30 | Croacia   | -        | Bielorrusia         | 33-24     |

- (¹) – El primero en Barcelona, el segundo en Zaragoza, y así sucesivamente.

### Cuartos de final
| Fecha | Hora  | Partido¹  | Partido¹ | Partido¹  | Resultado |
| ----- | ----- | --------- | -------- | --------- | --------- |
| 23.01 | 18:15 | Rusia     | -        | Eslovenia | 27-28     |
| 23.01 | 19:00 | España    | -        | Alemania  | 28-24     |
| 23.01 | 20:45 | Dinamarca | -        | Hungría   | 28-26     |
| 23.01 | 21:30 | Francia   | -        | Croacia   | 23-30     |

- (¹) – El primero en Barcelona, el segundo en Zaragoza, y así sucesivamente.

### Semifinales
| Fecha | Hora  | Partido¹  | Partido¹ | Partido¹  | Resultado |
| ----- | ----- | --------- | -------- | --------- | --------- |
| 25.01 | 19:15 | España    | -        | Eslovenia | 26-22     |
| 25.01 | 21:30 | Dinamarca | -        | Croacia   | 30-24     |

- (¹) – En Barcelona.

### Tercer lugar
| Fecha | Hora  | Partido¹  | Partido¹ | Partido¹ | Resultado |
| ----- | ----- | --------- | -------- | -------- | --------- |
| 26.01 | 19:00 | Eslovenia | -        | Croacia  | 26-31     |

- (¹) – En Barcelona.

### Final
| Fecha | Hora  | Partido¹ | Partido¹ | Partido¹  | Resultado |
| ----- | ----- | -------- | -------- | --------- | --------- |
| 27.01 | 17:15 | España   | -        | Dinamarca | 35-19     |

- (¹) – En Barcelona.

## Medallero
| España | Dinamarca | Croacia |
| Julen Aguinagalde Aitor Ariño Joan Cañellas Alberto Entrerríos Antonio García Gedeón Guardiola Jorge Maqueda Ángel Montoro Viran Morros Valero Rivera Albert Rocas Carlos Ruesga Daniel Sarmiento José Manuel Sierra Arpad Šterbik Víctor Tomás | Anders Eggert Jannick Green Mikkel Hansen Niklas Landin Mads Larsen Rasmus Lauge Hans Lindberg Nikolaj Markussen Henrik Møllgaard Casper Mortensen Kasper Nielsen Jesper Nøddesbo Kasper Søndergaard Bo Spellerberg Lasse Svan Hansen Henrik Toft Hansen René Toft Hansen | Mirko Alilović Damir Bičanić Ivan Čupić Domagoj Duvnjak Jakov Gojun Zlatko Horvat Filip Ivić Marko Kopljar Blaženko Lacković Stipe Mandalinić Marino Marić Željko Musa Ivan Ninčević Lovro Šprem Luka Stepančić Manuel Štrlek Igor Vori Drago Vuković |
| Valero Rivera (seleccionador) | Ulrik Wilbek (seleccionador) | Slavko Goluža (seleccionador) |

1. 1 2 3  Jugador reemplazado.

## Estadísticas

### Clasificación general
| España                  |
| Dinamarca               |
| Croacia                 |
| 4. Eslovenia            |
| 5. Alemania             |
| 6. Francia              |
| 7. Rusia                |
| 8. Hungría              |
| 9. Polonia              |
| 10. Serbia              |
| 11. Túnez               |
| 12. Islandia            |
| 13. Brasil              |
| 14. Macedonia del Norte |
| 15. Bielorrusia         |
| 16. Egipto              |
| 17. Argelia             |
| 18. Argentina           |
| 19. Arabia Saudita      |
| 20. Catar               |
| 21. Corea del Sur       |
| 22. Montenegro          |
| 23. Chile               |
| 24. Australia           |

- Los puestos del 5.º al 16.º están ordenados por el número de puntos del equipo correspondiente obtenidos en la fase preliminar, tomando en cuenta solo los cuatro primeros de su grupo.[34][35]

### Mayores anotadores
| N.º | Nombre                  | Selección           | Goles | Tiros | %    | Partidos jugados |
| --- | ----------------------- | ------------------- | ----- | ----- | ---- | ---------------- |
| 1   | Anders Eggert           | Dinamarca           | 55    | 65    | 84 % | 9                |
| 2   | Ivan Čupić              | Croacia             | 50    | 70    | 71 % | 9                |
| 3   | Siarhei Rutenka         | Bielorrusia         | 46    | 69    | 66 % | 6                |
| 4   | Timur Dibirov           | Rusia               | 46    | 68    | 67 % | 7                |
| 5   | Kiril Lazarov           | Macedonia del Norte | 44    | 75    | 58 % | 6                |
| 6   | Ahmed Mostafa           | Egipto              | 42    | 77    | 55 % | 6                |
| 7   | Domagoj Duvnjak         | Croacia             | 41    | 72    | 57 % | 9                |
| 8   | Guðjón Valur Sigurðsson | Islandia            | 41    | 70    | 59 % | 6                |
| 9   | Emil Feuchtmann         | Chile               | 40    | 65    | 62 % | 7                |
| 10  | Jure Dolenec            | Eslovenia           | 39    | 51    | 76 % | 9                |

Fuente: IHF.info

### Mejores porteros
| N.º | Nombre             | Equipo        | %     | Paradas | Tiros |
| --- | ------------------ | ------------- | ----- | ------- | ----- |
| 1   | Marcin Wichary     | Polonia       | 46,6% | 34      | 73    |
| 2   | Karim Mostafa      | Egipto        | 44,0% | 22      | 50    |
| 3   | Péter Tatai        | Hungría       | 43,4% | 46      | 106   |
| 4   | Vadim Bogdanov     | Rusia         | 39,8% | 35      | 88    |
| 5   | José Manuel Sierra | España        | 39,3% | 33      | 84    |
| 6   | Primož Prošt       | Eslovenia     | 39,2% | 56      | 143   |
| 7   | Roland Mikler      | Hungría       | 38,5% | 67      | 174   |
| 8   | Lee Dong-Myung     | Corea del Sur | 38,2% | 34      | 89    |
| 9   | Filip Ivić         | Croacia       | 38,0% | 19      | 50    |
| 10  | Carsten Lichtlein  | Alemania      | 37,8% | 17      | 45    |

Fuente: IHF.info

### Equipo ideal
- Mejor jugador del campeonato —MVP—: Mikkel Hansen ( Dinamarca).[36]

| Posición          | Nombre             | País      |
| ----------------- | ------------------ | --------- |
| Portero           | Niklas Landin      | Dinamarca |
| Extremo derecho   | Hans Lindberg      | Dinamarca |
| Extremo izquierdo | Timur Dibirov      | Rusia     |
| Pivote            | Julen Aguinagalde  | España    |
| Central           | Domagoj Duvnjak    | Croacia   |
| Lateral derecho   | László Nagy        | Hungría   |
| Lateral izquierdo | Alberto Entrerríos | España    |

Fuente: handballspain2013.com